# Walter Eschrich
Walter Eschrich (* 4. Oktober 1924 in Breslau; † 2. Juli 2005 in Göttingen) war ein deutscher Botaniker und Forstwissenschaftler.

## Leben
Eschrich studierte in den 1940er Jahren an der Universität Bonn Botanik, Zoologie und Chemie. 1953 wurde er dort promoviert, 1960 habilitierte er sich mit einer Arbeit über pharmazeutische Botanik.
Nach einer zweijährigen Tätigkeit als Professor an der Bonner Rheinischen Friedrich-Wilhelms-Universität wurde er 1968 Ordinarius der Fakultät für Forstwissenschaften und Waldökologie an der Georg-August-Universität Göttingen und Direktor des Institut für Forstbotanik. Er war unter anderem Gastprofessor an der University of Wisconsin in Madison sowie an der University of California (UC) in Davis. 1992 wurde er emeritiert.
Bekannt wurde er in Fachkreisen unter anderem durch die Volumenflusstheorie des Phloemtransports, die er 1973 zusammen mit Ray F. Evert begründete. 

## Werke (Auswahl)
- Beiträge zur Kenntnis der Wundsiebröhrenentwicklung bei Impatiens Hosti. Dissertation, Universität Bonn 1953.
- Funktionelle Pflanzenanatomie, Springer Verlag, Berlin 1995, ISBN 3-540-59131-1.
- Pulver-Atlas der Drogen der deutschsprachigen Arzneibücher. Deutscher Apotheker-Verlag, Stuttgart 2004, ISBN 3-7692-3309-3.
- Gehölze im Winter. Gustav Fischer Verlag, Stuttgart 1995, ISBN 3-437-30802-5.
- Strasburger's Kleines Botanisches Praktikum für Anfänger. Gustav Fischer Verlag, Stuttgart 1976, ISBN 3-437-20154-9.